# Mitrella cabofrioensis
Mitrella cabofrioensis is een slakkensoort uit de familie van de Columbellidae. De wetenschappelijke naam van de soort is voor het eerst geldig gepubliceerd in 2001 door Costa & de Souza.